# Liste des produits Sun Microsystems

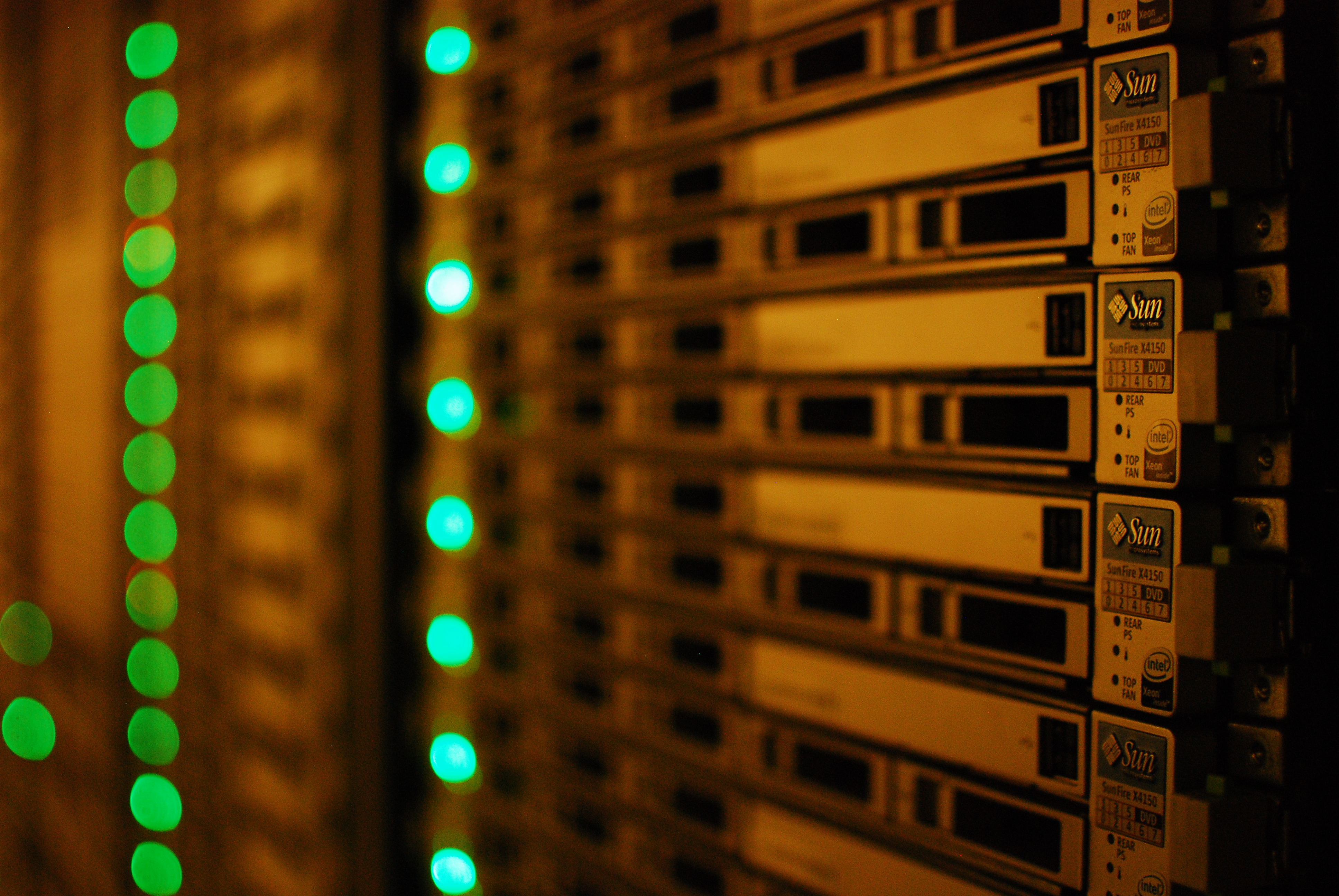
Cluster SunFire X4150

La société Sun Microsystems conçoit, fabrique et commercialise toute une gamme de produits.
Dans les dix premières années de son existence, elle fabrique principalement des stations de travail dont les modèles principaux sont les suivants : 

## Série SUN

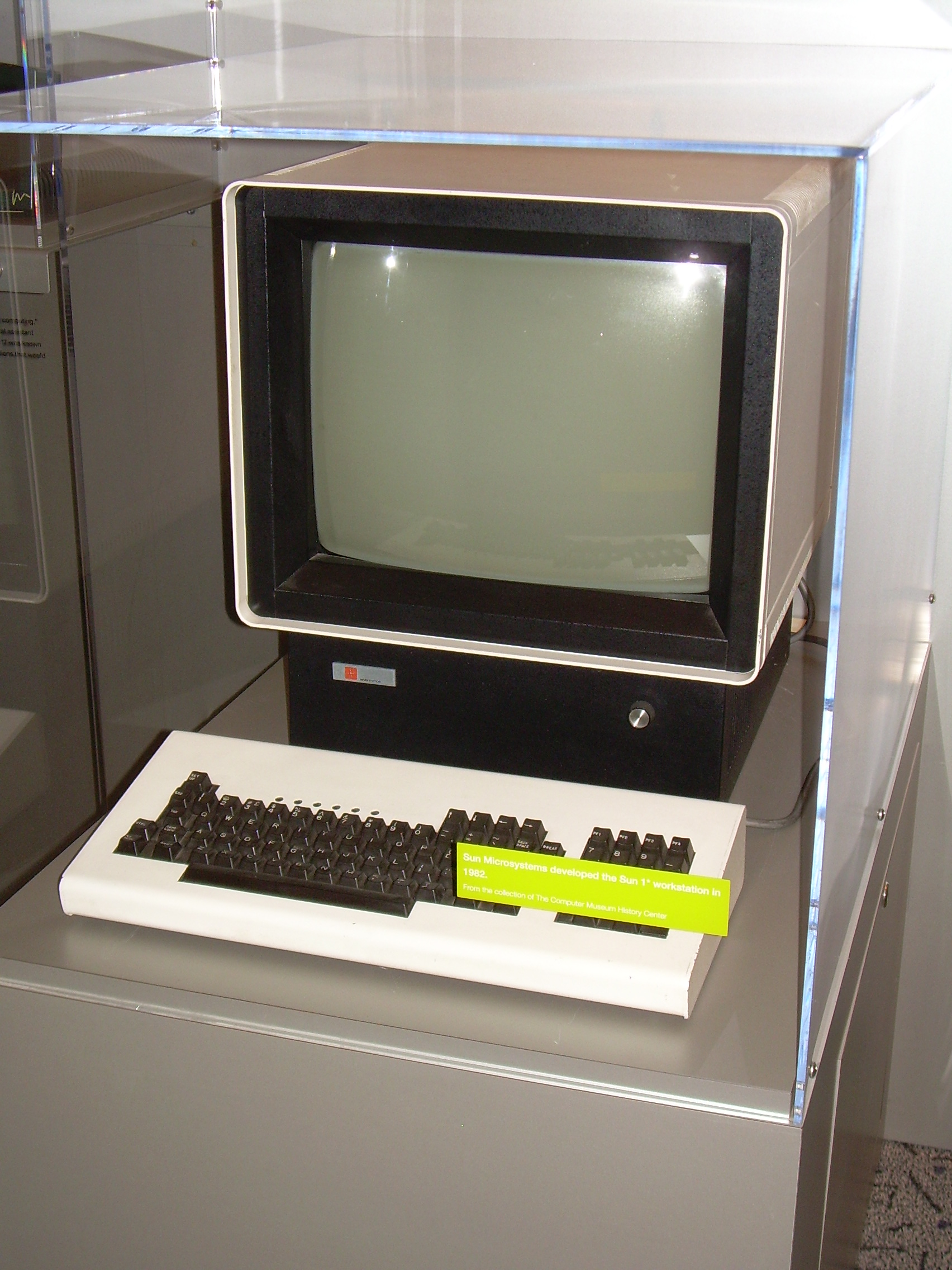
Sun-1 (1982)

- Sun-1 (en)
- Sun-2
- Sun-3
- Sun-4/Sun4d

## Série x386
- Sun386i
- LX50
- Galaxy X4100
- Galaxy FaX4200
- Aquarius X2100
- Galaxy X4500
- Galaxy X4600

## SérieSPARCstation

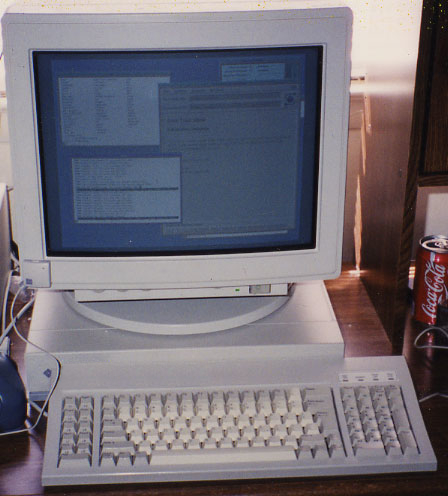
Sun SPARCstation 1

- SPARCstation 1
- SPARCstation 1+
- SPARCstation 2
- SPARCstation 10
- SPARCstation 5
- SPARCstation 20
- SPARCstation 4
- SPARC Xterminal 1

## Série Ultra
- Ultra 1
- Ultra 2
- Ultra 5
- Ultra 10
- Ultra 24
- Ultra 30
- Ultra 60
- Ultra 80

## Série Netra
- X1
- AX1105

## Série Enterprise

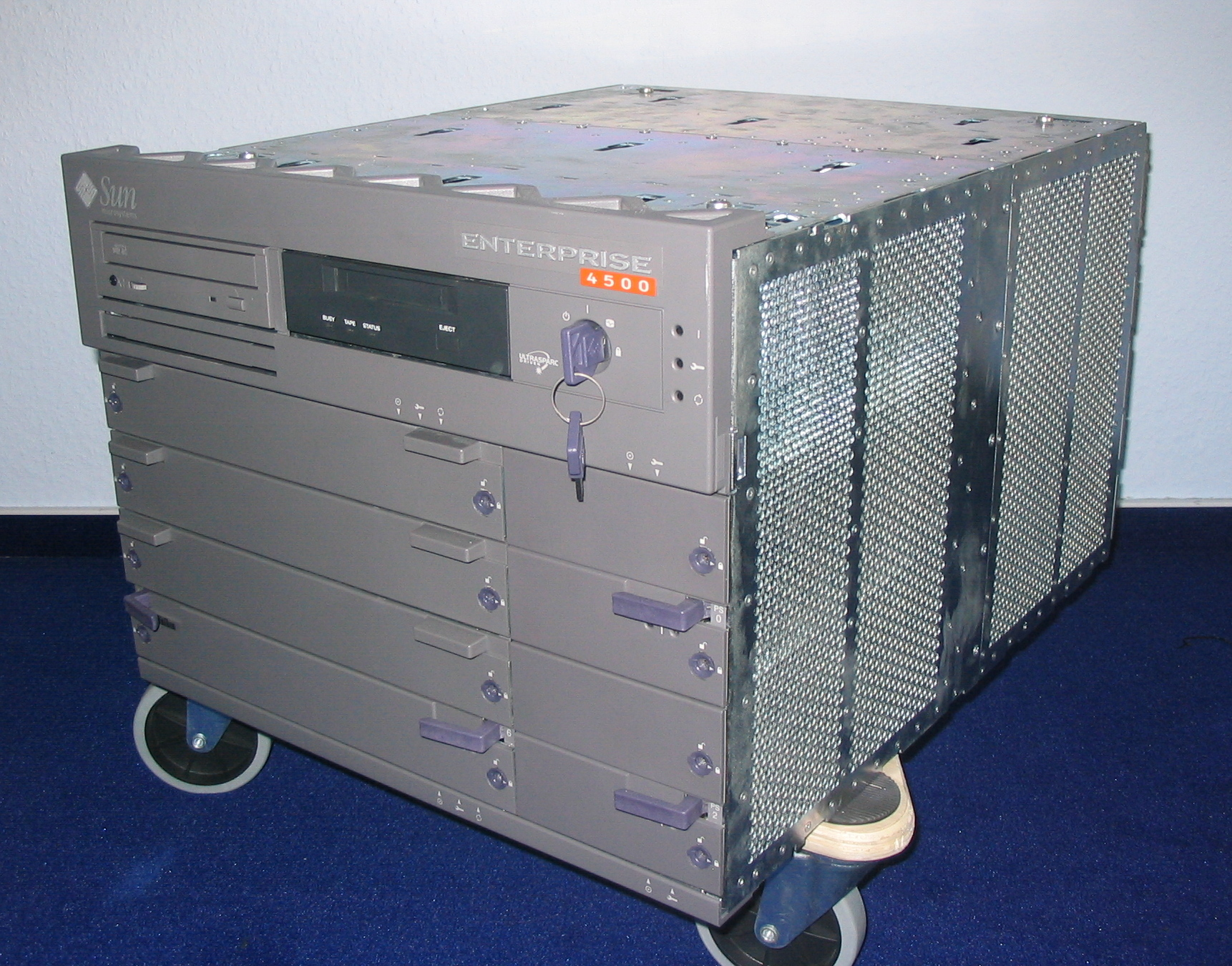
Sun Enterprise 4500

- Ultra 2 Enterprise
- Enterprise 220
- Enterprise 220R
- Enterprise 250[1]
- Enterprise 420R
- Enterprise 450
- Enterprise 3000
- Enterprise 3500
- Enterprise 4500
- Enterprise 5500
- Enterprise 6000
- Enterprise 6500
- Enterprise 10000
- Enterprise 15000
- Enterprise 20000
- Enterprise 25000

## SérieBlade
- Blade 100
- Blade 150
- Blade 1000
- Blade 1500
- Blade 2000
- Blade 2500
- Blade X6220 (Processeurs AMD Opteron)
- Blade 8000

## Série Fire
- Fire V20z
- Fire V40z
- Fire V60x
- Fire B100
- Fire V100
- Fire V240
- Fire V250
- Fire 280R
- Fire V480
- Fire V880
- Fire V890
- Fire T1000
- Fire 1280
- Fire T2000

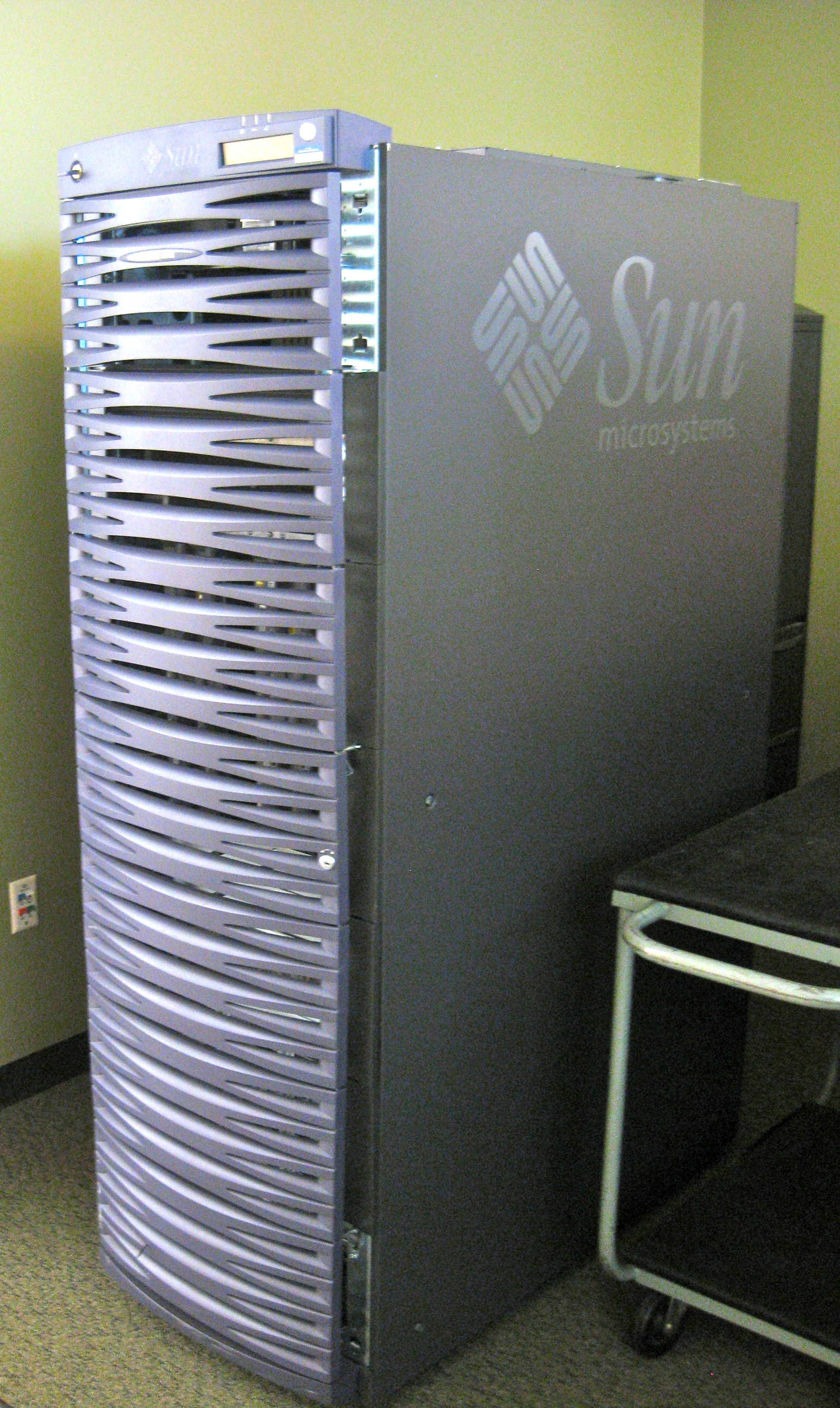
Sun Fire 6800

- Fire X2100 (Processeurs AMD Opteron)
- Fire X2100 M2 (Processeurs AMD Opteron)
- Fire 2900
- Fire 3800
- Fire X4100 (Processeurs AMD Opteron)
- Fire X4200 (Processeurs AMD Opteron)
- Fire X4500 (Processeurs AMD Opteron)
- Fire X4600 (Processeurs AMD Opteron)
- Fire 4800
- Fire 4810
- Fire 4900
- Fire 6800
- Fire 15000
- Fire 20000
- Fire 25000

## Client léger
- - JavaStation
  - Sun Ray

## Microprocesseurs
Sun conçoit aussi des microprocesseurs :
- UltraSPARC I
- UltraSPARC II
- UltraSPARC III
- UltraSPARC IV
- UltraSPARC T1
- UltraSPARC T2